# Алыков, Марат Равильевич
Марат Равильевич Алыков (род. 20 августа 1959) — лётчик-испытатель, Герой Российской Федерации (1998).

## Биография
Марат Алыков родился 20 августа 1959 года в посёлке Капустин Яр Ахтубинского района Астраханской области. В 1976 году он был призван на службу в Советскую Армию. В 1980 году Алыков окончил Качинское военное авиационное училище. В 1983-1984 годах участвовал в боях в Афганистане, совершил 214 боевых вылетов. В 1985 году Алыков был уволен в запас. В 1987 году он окончил Школу лётчиков-испытателей, после чего был направлен лётчиком-испытателем в ОКБ Микояна.
Алыков принимал активное участие в испытаниях ряда самолётов марки «МиГ» различных модификаций, в том числе «МиГ-29СМ», «МиГ-29СМТ», «МиГ-29УБТ», «МиГ-31», «МиГ-АТ».
Указом Президента Российской Федерации от 31 мая 1998 года за «мужество и героизм, проявленные при испытании новой авиационной техники» Марат Алыков был удостоен высокого звания Героя Российской Федерации с вручением медали «Золотая Звезда» за номером 452.
В 2005 году Алыков оставил лётно-испытательскую работу. В 2006 году он окончил Российскую академию государственной службы при Президенте Российской Федерации. Проживал сначала в Москве, позднее переехал в город Жуковский Московской области.
Заслуженный лётчик-испытатель Российской Федерации. Был также награждён орденами «За личное мужество» и Красной Звезды, а также рядом медалей.